# Timo Konietzka
Friedhelm Konietzka, né le 2 août 1938 à Lünen et mort le 12 mars 2012 à Brunnen, est un footballeur et entraîneur allemand naturalisé suisse en 1988,,. 
Il est surnommé Timo en référence à sa ressemble au maréchal soviétique Semion Timochenko.

## Biographie
Timo Konietzka devient le tout premier buteur de l'histoire de la Bundesliga en 1963, inscrivant un but lors de la première journée de championnat face au Werder Brême (2-3).
En 1967, il signe le contrat avec le club suisse de la deuxième division FC Winterthour, déclinant les offres d'Inter Milan et du Real Madrid. En 1971, il devient entraîneur-joueur de FC Zurich avec qui il gagne la Coupe de Suisse en 1972. Après sa carrière de joueur, il travaille à partir de la saison 1973-1974, en tant qu'entraîneur et gestionnaire entre autres pour le Borussia Dortmund, Bayer Uerdingen, le FC Zurich et le Grasshopper.
En février 2012, on lui découvre un cholangiocarcinome. Il se tourne alors vers l'organisme d'euthanasie Exit (EXIT Vereinigung für Humanes Sterben Deutsche Schweiz) situé en Suisse dont il est membre depuis 2001. Il meurt à son domicile après une prise de barbiturique : le pentobarbital de sodium,.

## Palmarès joueur
- Championnat d'Allemagne : 1966
- Coupe d'Allemagne : 1965

## Palmarès entraîneur
- Championnat de Suisse : 1974, 1975, 1976, 1982
- Coupe de Suisse : 1972, 1973, 1976